# Hans Stake
Hans Stake, död oktober 1624 i Algutstorps församling, Älvsborgs län, var en svensk hovmarskalk.

## Biografi
Hans Stake var son till slottsloven Göran Stake på Vadstena slott och överhovmästarinnen Carin Kyle. Han var hovmarskalk hos hertig Johan av Östergötland. Stake avled 1624 på Olovstorp i Algutstorps socken och begravdes i Kullings-Skövde kyrka.

### Egendom
Stake ägde Råbäck i Medelplana socken, Valloxsäby i Östuna socken och Olovstorp i Algutstorps socken, som han fick genom sitt gifte.

### Familj
Stake var gift med Anna Kafle (levde ännu 1647), dotter till Gustaf Kafle och Christina Ribbing. De fick tillsammans barnen kaptenen Göran Stake (död 1655), kaptenen Gustaf Stake (död 1644), Märta Stake, Kerstin Stake, kaptenlöjtnanten Mauritz Stake (1620–1644) vid Livgardet, Anna Stake som var gift med Jakob Svinhufvud af Qvalstad och Carin Stake som var gift med kammarherren Johan Lillie af Aspenäs.